# Brodzisław
Brodzisław, Brocsław, Barcsław, Barcław – staropolskie imię męskie, złożone z członów Brodzi- ("brodzić") i -sław ("sława, chwała"). Być może znaczyło "ten, kto pławi się w chwale".
Brodzisław imieniny obchodzi: 25 stycznia, 30 maja i 1 sierpnia.